# Municipio de Wilberton
El municipio de Wilberton (en inglés: Wilberton Township) es un municipio ubicado en el condado de Fayette en el estado estadounidense de Illinois. En el año 2010 tenía una población de 505 habitantes y una densidad poblacional de 5,49 personas por km².

## Geografía
El municipio de Wilberton se encuentra ubicado en las coordenadas 38°52′8″N 88°58′11″O / 38.86889, -88.96972. Según la Oficina del Censo de los Estados Unidos, el municipio tiene una superficie total de 92.06 km², de la cual 92 km² corresponden a tierra firme y (0,06 %) 0,06 km² es agua.

## Demografía
Según el censo de 2010, había 505 personas residiendo en el municipio de Wilberton. La densidad de población era de 5,49 hab./km². De los 505 habitantes, el municipio de Wilberton estaba compuesto por el 97,03 % blancos, el 0,59 % eran afroamericanos, el 0,4 % eran asiáticos y el 1,98 % eran de una mezcla de razas. Del total de la población el 0,2 % eran hispanos o latinos de cualquier raza.